# Borovsk
Borovsk è una città russa dell'Oblast' di Kaluga, capoluogo del Borovskij rajon.
Venne fondata nel 1358; nel XIV secolo appartenne al Principato di Rjazan'.
Nella città si trova il Museo Nazionale della Storia della Cosmonautica, dedicato a Konstantin Ėduardovič Ciolkovskij.

## Trasporto

### Aereo
La Borovsk è servita dall'Aeroporto di Ermolino situato a 13 km dalla città.

## Galleria d'immagini

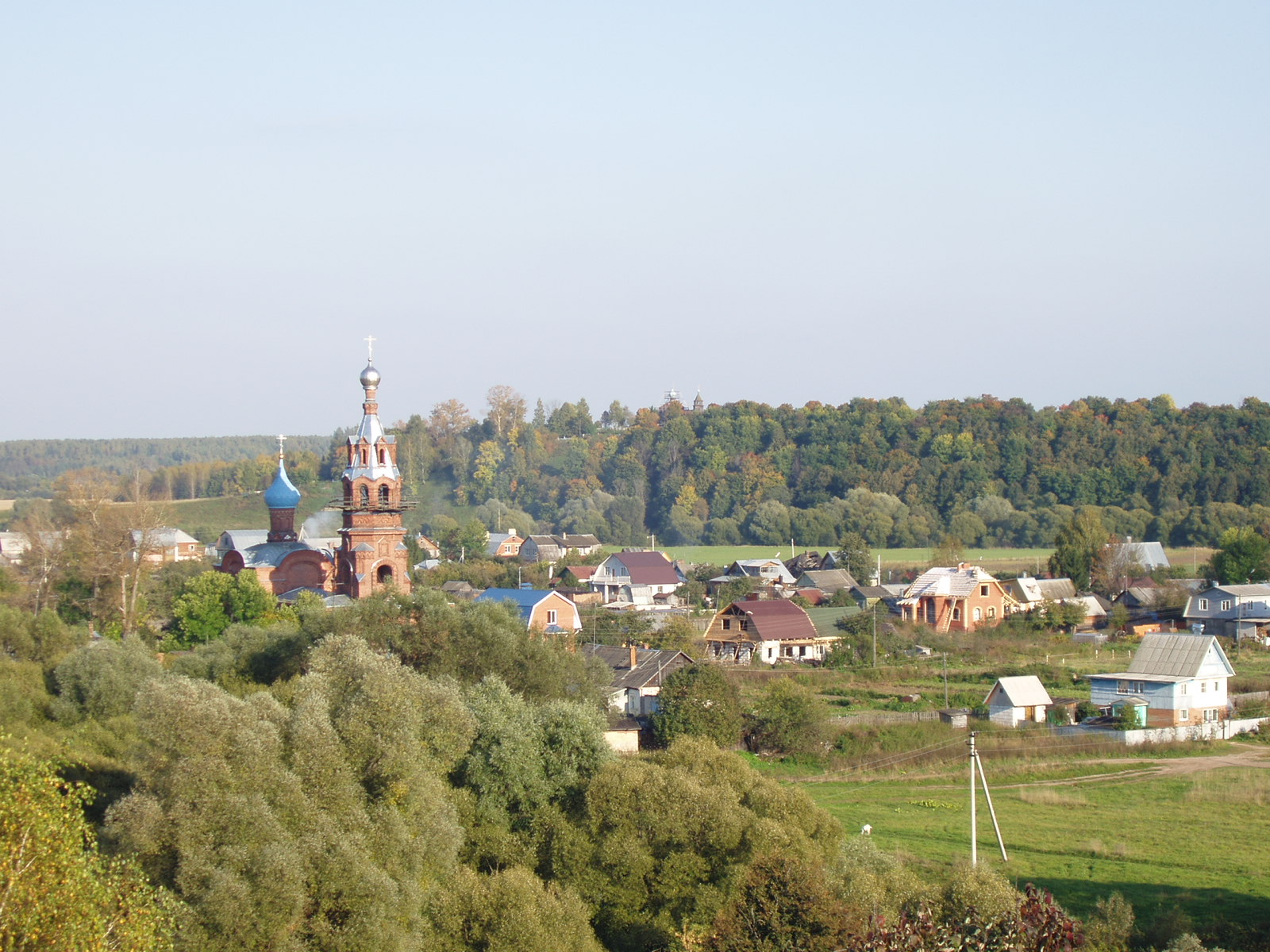
Veduta di Borovsk in estate
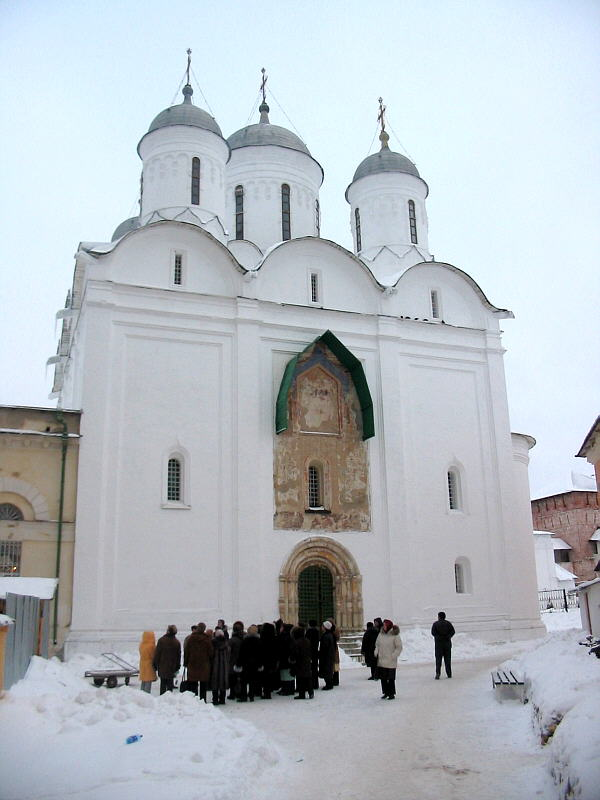
Monastero
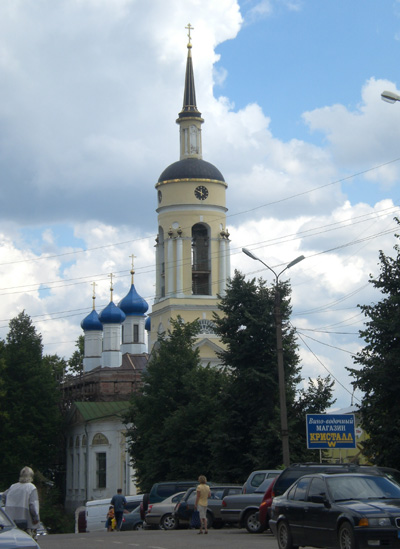
Cattedrale
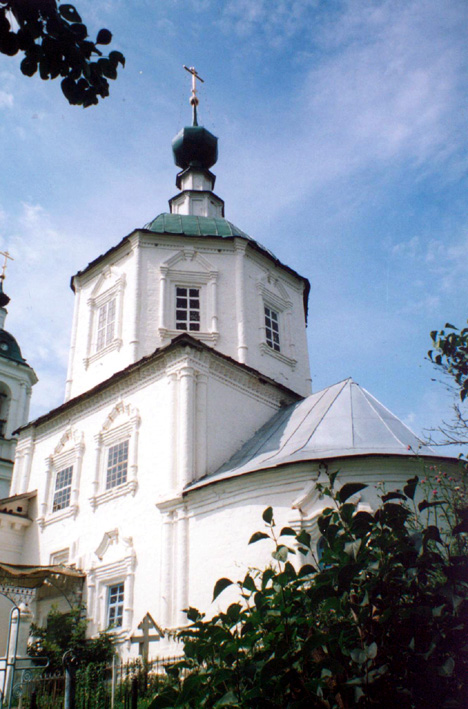
Chiesa